# Ophrys sphegodes
Ophrys sphegodes es una especie del género Ophrys. Son orquídeas monopodiales y terrestres de las llamadas primeras orquídeas araña. Es una especie muy variable que puede presentar pequeñas alteraciones o subespecies.[cita requerida]

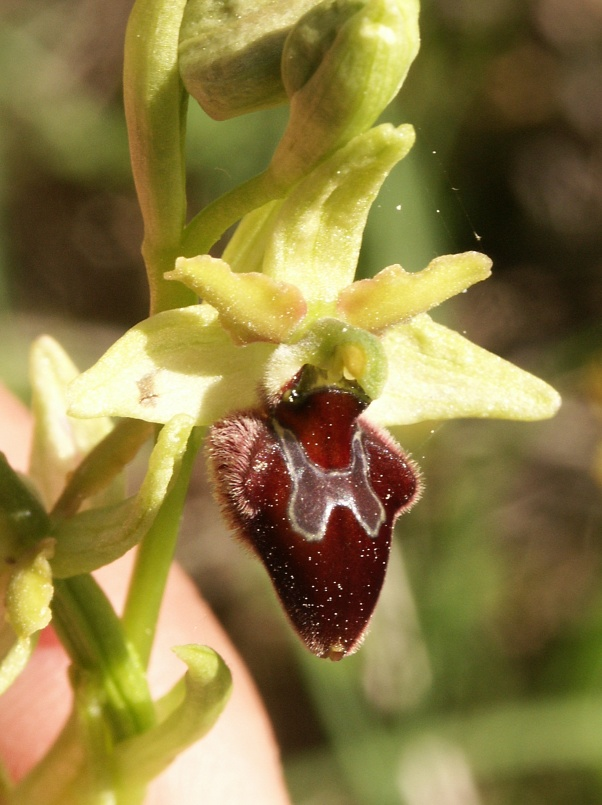
Detalle flor

## Descripción
Durante el verano estas orquídeas están durmientes como un bulbo subterráneo tubérculo, que sirve como una reserva de comida. Al final del verano-otoño desarrolla una roseta de hojas. También un nuevo tubérculo empieza a desarrollarse y madura hasta la siguiente primavera, el viejo tubérculo muere lentamente. En la próxima primavera el tallo floral empieza a desarrollarse, y durante la floración las hojas ya comienzan a marchitarse.

La mayoría de las especies dependen de un hongo simbionte, debido a esto desarrollan solo un par de pequeñas  hojas alternas. No pueden ser trasplantadas debido a esta simbiosis. Las pequeñas hojas basales forman una roseta pegadas a ras de suelo. Son oblongo lanceoladas redondeadas sin identaciones tienen un color verde azulado. Se desarrollan en otoño y pueden sobrevivir las heladas del invierno.
Es una orquídea terrestre que tiene tubérculo subterráneo, globular, y pequeño del cual sale el tallo floral erecto sencillo y sin ramificaciones de unos 30 cm . Las flores poseen un labelo de gran tamaño.  El labelo es trilobulado marrón oscuro, con lóbulo central aterciopelado, triangular, alargado y abombado. El labelo de color pardo rojizo de unos 13 a 18 mm de longitud tiene tres lóbulos con los dos laterales triangulares  que están vueltos ligeramente  hacia adelante con unos pelos finos y sedosos imitando elitros de insecto. El lóbulo intermedio es glabro y más grande que los laterales en el que el espéculo es de color acero o algo purpúreo, con forma de H o de letra "pi" griega.

Esta variedad tiene dos sépalos laterales iguales en tamaño el tercero se vuelve un poco hacia adelante. Los tres sépalos de unos 7 mm de longitud y un color uniforme  verde rojizo o verde. Los pétalos más internos son bastante más pequeños que los sépalos, estrechos y  afilados ( imitan las antenas de un insecto), pero del mismo color verde que los sépalos, y hacen un gran contraste con los tonos oscuros del labelo.  De dos a diez flores se desarrollan en el tallo floral con hojas basales. Las flores son únicas, no solo por su inusual belleza, gradación de color y formas excepcionales, sino también por la ingenuidad con la que atraen a los insectos. Su labelo imita en este caso al abdomen de una araña. Esta especie es muy variable en sus dibujos y gradación de color. Florecen de mediados de marzo a abril.
Esta sugestión visual sirve como reclamo íntimo. Esta polinización mímica está acrecentada al producir además la fragancia de la hembra del insecto en celo. Estas feromonas hacen que el insecto se acerque a investigar. Esto ocurre solamente en el periodo determinado en el que los machos están en celo y las hembras no han copulado aún. El insecto está tan excitado que  empieza a copular con la flor. Esto se denomina "pseudocopulación", la firmeza, la suavidad, y los pelos aterciopelados del labelo, son los mayores incentivos, para que el insecto se introduzca en la flor. Las polinia se adhieren a la cabeza o al abdomen del insecto. Cuando vuelve a visitar otra flor los polinia golpean el estigma. Los filamentos de los polinia durante el transporte cambian de posición de tal manera que los céreos granos de polen puedan golpear al estigma, tal es el grado de refinamiento de la reproducción. Si los filamentos no toman la nueva posición los polinia podrían no haber fecundado la nueva orquídea.
Cada orquídea tiene su propio insecto polinizador y depende completamente de esta especie polinizadora para su supervivencia. Lo que es más los machos embaucados es probable que no vuelvan o incluso que ignoren plantas de la misma especie. Por todo esto solamente cerca del 10 % de la población de Ophrys llega a ser polinizada. Esto es suficiente para preservar la población de Ophrys, si se tienen en cuenta que cada flor fertilizada  produce 12.000 diminutas semillas.

## Hábitat
Esta especie de hábitos terrestres  monopodial  se distribuye por el  Mediterráneo(España, sur de Francia, y Córcega) en general en toda Europa. En prados, garrigas, arbustos y bosques. Alcanzan una altura de 25 a 30 cm.

## Etimología
Su nombre "Ophrys" deriva de la palabra griega: "ophrys" = "ceja" refiriéndose a la alta consideración que se tiene hacia este género.

Del griego "sphegodes"' '= "Similar a una avispa" refiriéndose a su labelo.
 
Ophrys se menciona por vez primera en el libro "Historia Natural" de Plinio el Viejo (23-79 AD).

Estas Orquídeas se denominan las "Primeras Orquídeas araña" .

## Sinonimia
Por orden alfabético:
| - Arachnites aranifera (Huds.) Bubani 1901 - Myodium araniferum (Huds.) Salisb. 1812 - Ophrys araneola Rchb. 1831 - Ophrys aranifera f. latipetala Chaub. ex St.-Amans 1821 - Ophrys aranifera f. oodicheila Renz 1928 - Ophrys aranifera f. peralba G.Keller 1912 - Ophrys aranifera f. pseudomuscifera Ruppert 1917 - Ophrys aranifera f. purpurea A.Camus 1929 - Ophrys aranifera f. semilunaris W.Zimm. 1917 - Ophrys aranifera Huds. 1778 - Ophrys aranifera ssp. litigiosa (E.G.Camus) P. Fourn. - Ophrys aranifera ssp. araneola (Rchb.) K.Richt. 1890 - Ophrys aranifera subvar. bavarica Soó 1927 - Ophrys aranifera var. aurantiaca Beauverd 1929 - Ophrys aranifera var. euchlora J.Murray 1905 - Ophrys aranifera var. flavescens M.Schulze 1894 - Ophrys aranifera var. quadriloba Rchb.f. 1851 - Ophrys aranifera var. rotulata Beck 1890 - Ophrys aranifera var. subfucifera Rchb.f. 1851 - Ophrys argensonensis J.-C.Guérin & A.Merlet 1998 - Ophrys argentaria Devillers-Tersch. & Devillers 1991 - Ophrys classica Devillers-Tersch. & Devillers 2000 - Ophrys cretensis (H.Baumann & Künkele) Paulus 1988 - Ophrys crucigera Jacq. 1784 - Ophrys delmeziana P.Delforge 1989 - Ophrys exaltata ssp. mateolana (Medagli & al.) Paulus & Gack 1999 - Ophrys fuchsii W.Zimm. 1917 - Ophrys fucifera Sm. 1830 - Ophrys fuciflora Curtis 1778 - Ophrys galeopsidea Lag. ex Colmeiro 1889 - Ophrys garganica O.Danesch & E.Danesch 1975 - Ophrys garganica ssp. passionis (Sennen ex Devillers-Tersch. & Devillers) Paulus & Gack 1999 - Ophrys garganica ssp. sipontensis (R.Lorenz & Gembardt) Del Prete 1984 - Ophrys gortynia (H.Baumann & Künkele) Paulus 1988 - Ophrys hebes (Kalopissis) E.Willing & B.Willing 1980 - Ophrys illyrica S.Hertel & K.Hertel 2002 - Ophrys incubacea ssp. garganica (O.Danesch & E.Danesch) Galesi 2004 - Ophrys insectifera var. arachnites L. 1753 - Ophrys insectifera var. pallescens Moggr. 1869 - Ophrys insectifera var. rubescens Moggr. 1869 - Ophrys litigiosa E.G.Camus 1900 - Ophrys majellensis (Helga Daiss & Herm.Daiss) P.Delforge 1998 - Ophrys massiliensis Viglione & Véla 1999 - Ophrys mateolana Medagli & al. 1991 - Ophrys melitensis (Salk.) Devillers-Tersch. & Devillers 1994 - Ophrys montenegrina (H.Baumann & Künkele) Devillers-Tersch. & Devillers 1991 - Ophrys negadensis G.Thiele & W.Thiele 2001 - Ophrys passionis Sennen ex Devillers-Tersch. & Devillers 1994 - Ophrys passionis ssp. majellensis (Helga Daiss & Herm.Daiss) Romolini & Soca 2000 | - Ophrys provincialis (H.Baumann & Künkele) Paulus 1988 - Ophrys quadriloba (Rchb.f.) E.G.Camus 1908 - Ophrys riojana C.E.Hermos., J. Eur. Orch. 31: 881 (1999). - Ophrys ruppertii A.Fuchs 1917 - Ophrys sipontensis R.Lorenz & Gembardt 1987 - Ophrys sphegodes f. latipetala (Chaub. ex St.-Amans) Soó 1971 - Ophrys sphegodes f. pseudomuscifera (Ruppert) Soó 1971 - Ophrys sphegodes f. subfucifera (Rchb.f.) Soó 1971 - Ophrys sphegodes lus. aurantiaca (Beauverd) Soó 1971 - Ophrys sphegodes lus. bavarica (Soó) Soó 1971 - Ophrys sphegodes lus. euchlora (J.Murray) Soó 1971 - Ophrys sphegodes lus. flavescens (M.Schulze) Soó 1971 - Ophrys sphegodes lus. pallescens (Moggr.) Soó 1971 - Ophrys sphegodes lus. peralba (G.Keller) Soó 1971 - Ophrys sphegodes lus. purpurea (A.Camus) Soó 1971 - Ophrys sphegodes lus. rotulata (Beck) Soó 1971 - Ophrys sphegodes lus. rubescens (Moggr.) Soó 1971 - Ophrys sphegodes lus. semilunaris (W.Zimm.) Soó 1971 - Ophrys sphegodes ssp. araneola (Rchb.) M. Laínz 1983 - Ophrys sphegodes ssp. cretensis H.Baumann & Künkele 1986 - Ophrys sphegodes ssp. garganica E.Nelson 1962 - Ophrys sphegodes ssp. gortynia H.Baumann & Künkele 1986 - Ophrys sphegodes ssp. hebes Kalopissis 1975 - Ophrys sphegodes ssp. litigiosa (E.G.Camus) Bech. 1925 - Ophrys sphegodes ssp. majellensis Helga Daiss & Herm.Daiss 1997 - Ophrys sphegodes ssp. melitensis Salk. 1992 - Ophrys sphegodes ssp. montenegrina H.Baumann & Künkele 1988 - Ophrys sphegodes ssp. oodicheila (Renz) Riech. 2004 - Ophrys sphegodes ssp. passionis (Sennen ex Devillers-Tersch. & Devillers) Sanz & Nuet 1995 - Ophrys sphegodes ssp. provincialis H.Baumann & Künkele 1988 - Ophrys sphegodes ssp. tommasinii (Vis.) Soó 1971 - Ophrys sphegodes var. argentaria (Devillers-Tersch. & Devillers) Faurh. 2002 - Ophrys sphegodes var. garganicoides Balayer 1986 - Ophrys sphegodes var. gigantea A.Fuchs 1917 - Ophrys sphegodes var. subaesculapiana Balayer 1986 - Ophrys sphegodes var. subspruneriana Balayer 1986 - Ophrys sphegodes var. subtommasiniana Balayer 1986 - Ophrys tarquinia P.Delforge 2000 - Ophrys tommasinii ssp. araneola (Rchb.) Soó 1980 - Ophrys tommasinii ssp. litigiosa (E.G.Camus) Soó 1973 - Ophrys tommasinii Vis. 1851 - Ophrys vindelica W.Zimm. ex A.Fuchs 1928 |

## Subespecies deOphrys sphegodes
- Ophrys sphegodes ssp. sphegodes Mill. 1768
- Ophrys sphegodes nothossp. jeanpertii (E.G.Camus) Del Prete & Conte 1980
- Ophrys sphegodes ssp. aesculapii (Renz) Soó ex J.J.Wood 1980
- Ophrys sphegodes ssp. aveyronensis J.J.Wood 1983
- Ophrys sphegodes ssp. helenae (Renz) Soó & D.M.Moore 1978
- Ophrys sphegodes ssp. panormitana (Tod.) Kreutz 2004
- Ophrys sphegodes ssp. praecox Corrías 1983

## Híbridos naturales deOphrys sphegodes
- Ophrys × baumanniana (O. cretica × O. sphegodes) (Creta)
- Ophrys × benoitiana (O. incubacea × O. sphegodes ssp. lunulata) (Sicilia)
- Ophrys × bilineata (O. bertolonii × O. sphegodes) (Europa)
- Ophrys × boscoquartensis (O. biscutella × O. sphegodes) (Italia)
- Ophrys × burneriana (O. sphegodes ssp. cretensis × O. spruneri) (Creta)
- Ophrys × epidavrensis (O. argolica × O. sphegodes ssp. aesculapii) (Grecia)
- Ophrys × extorris (O. holosericea × O. insectifera × O. sphegodes) (Austria)
- Ophrys × flahaultii (O. apifera var. ? apifera × O. sphegodes) (Francia)
- Ophrys × hoeppneri (O. bombyliflora × O. sphegodes) (Italia)
- Ophrys × hybrida (O. insectifera × O. sphegodes)  (Francia)
- Ophrys × jarigei (O. fusca ssp. minima × O. sphegodes)) (Francia)
- Ophrys × jeanpertii (O. araneola × O. sphegodes) (Francia)
- Ophrys × macchiatii (O. sphegodes × O. vernixia ssp. ciliata) (Cerdeña)
- Ophrys × philippei (O. scolopax × O. sphegodes) (S. Europa)
- Ophrys × rauschertii (O. apifera × O. insectifera × O. sphegodes) (Europa)
- Ophrys × vogatsica (O. reinholdii × O. sphegodes) (Grecia)